# Батлер (Нью-Йорк)
Батлер (англ. Butler) — місто (англ. town) в США, в окрузі Вейн штату Нью-Йорк. Населення — 1835 осіб (2020).

## Демографія
Згідно з переписом 2010 року, у місті мешкали 2064 особи в 723 домогосподарствах у складі 525 родин. Було 785 помешкань
Расовий склад населення:
| - 92,5 % — білих - 3,2 % — чорних або афроамериканців - 0,2 % — корінних американців - 0,1 % — азіатів - 2,4 % — осіб інших рас |

До двох чи більше рас належало 1,5 %. Частка іспаномовних становила 4,4 % від усіх жителів.
За віковим діапазоном населення розподілялося таким чином: 26,4 % — особи молодші 18 років, 60,4 % — особи у віці 18—64 років, 13,2 % — особи у віці 65 років та старші. Медіана віку мешканця становила 38,1 року. На 100 осіб жіночої статі у місті припадало 108,9 чоловіків;  на 100 жінок у віці від 18 років та старших — 109,9 чоловіків також старших 18 років.
Середній дохід на одне домашнє господарство  становив 55 220 доларів США (медіана — 44 423), а середній дохід на одну сім'ю — 66 543 долари (медіана — 54 531). Медіана доходів становила 39 500 доларів для чоловіків та 29 567 доларів для жінок. За межею бідності перебувало 17,1 % осіб, у тому числі 26,6 % дітей у віці до 18 років та 12,3 % осіб у віці 65 років та старших.
Цивільне працевлаштоване населення становило 780 осіб. Основні галузі зайнятості: виробництво — 18,6 %, роздрібна торгівля — 16,3 %, освіта, охорона здоров'я та соціальна допомога — 15,6 %.